# Luiz Barco
Luiz Barco (São Paulo, 6 de março de 1939) é um apresentador, escritor e matemático brasileiro. Ocupa a cadeira n° 15 da Academia Paulista de Educação e é membro da Associação Humanidades de Portugal.

## Biografia
Bacharel em Matemática pelo Instituto de Matemática e Estatística da Universidade de São Paulo, com doutorado em Ciências da Comunicação na Escola de Comunicações e Artes da Universidade de São Paulo, foi professor titular da ECA-USP, entre outras instituições em que ministrou aulas em cursos superiores. Foi assessor da Secretaria de Educação da Prefeitura de Jacareí e é colaborador na Revista Super Interessante. Também colaborou para as revistas "Revista Super Jovem", "Muy Interessante" (Espanha), "Revista Médica Paulista", Revista Humanidades (Portugal), entre outros periódicos.
Foi produtor e consultor técnico em diversos programas de rádio e TV, como Teleaula, Telecurso, Telecurso 2000, Terceiro Milênio, Telecurso Segundo Grau, além de ser o apresentador do programa "Bate-papo com Luiz Barco". É o idealizador, produtor e apresentador do programa "Arte & Matemática", exibido pela TV Cultura entre 2001 e 2002.
É o autor do livro "2+2 a Aventura de um Matemático no Mundo da Comunicação", publicado em 1993 no Brasil e em 1998 em Portugal, entre outros livros, artigos e teses acadêmicas.

## Prêmios
- Japan Prize (Prêmio Japão (NHK)), 1984;[9]
- The Maeda Prize NHK 2001;[10]
- Dragão de Prata TV Educativa da China, pelo programa “Arte & Matemática”, 2002.